# Мшанка лежачая
Мшанка лежачая (лат. Sagina procumbens), также Мокрец, — широко распространённое многолетнее травянистое цветковое растение; вид рода Мшанка (Sagina) семейства Гвоздичные, типовой вид этого рода.

## Название
Эпитет научного (латинского) названия вида, procumbens, образован от глагола procumbo («ложиться в наклонном положении», «наклоняться вперёд», «нагибаться»). Этот эпитет является сокращением описания вида (диагноза), которое было дано Карлом Линнеем в его работе Flora Lapponica (1737), — Sagina ramis procumbentibus («Мшанка с лежачими стеблями»).

## Ботаническое описание
Многолетнее травянистое растение высотой от 2 до 10 см.

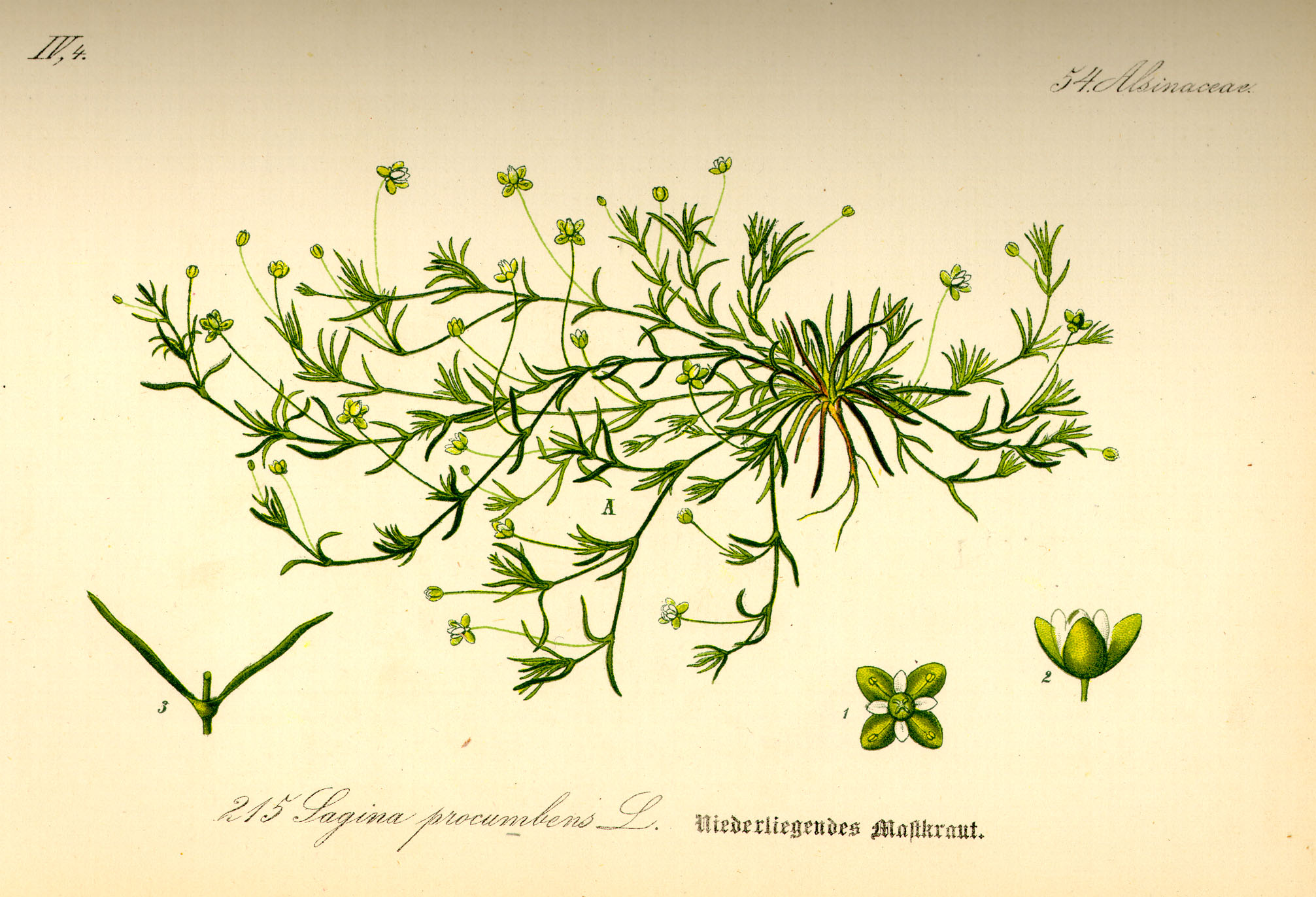
Мшанка лежачая.

Стебли — лежачие или немного приподнимающиеся, ветвистые, в узлах укореняющиеся. Листья узколинейные, заострённые, с шипиком на конце, сросшиеся основаниями, длиной от 2 до 10 мм и шириной от 0,25 до 0,5 мм, без прилистников, собраны в хорошо развитые многолистные розетки — в отличие от некоторых других видов мшанки, у которых розетки листьев развиты очень слабо. Вегетативные и генеративные побеги отходят из пазух листьев. Стебли и листья — голые.
Цветки — длиной 2—3 мм, обоеполые, расположены на длинных (10—20 мм) и тонких цветоножках на верхушках побегов. Околоцветник двойной, гипантия нет. Чашечка состоит из четырёх (либо пяти, что бывает у одиночных цветов, причём довольно редко) свободных тупых яйыевидных чашелистиков (длиной до 2,25 мм и шириной до 1,75 мм). Венчик белый; лепестков четыре (изредка бывает пять), они в 1,5—3 раза короче чашелистиков, в 3—4 раза короче чашечки. Тычинок четыре. Столбиков четыре.
Плод — многосемянная коробочка длиной 2—3 мм (длиннее отклонённых в сторону чашелистиков), вскрывается четырьмя либо пятью створками. Цветоножки при плодах на верхушке согнуты (изогнуты вниз) — в отличие от других видов этого рода, например, мшанки реснитчатой (Sagina ciliata), мшанки приморской (Sagina maritima) и мшанки Шираевского (Sagina schiraevskii), у которых цветоножки при плодах прямые. Чашелистики при плодах оттопыренные — в отличие от мшанки снежной (Sagina nivalis), у которой чашелистики прилегают к коробочке. При плодах нередко сохраняются лепестки. Семена почковидные.
Цветение в Средней России — с июня по сентябрь, плодоношение — с июля по октябрь.
Число хромосом: 2n = 22.

## Распространение и экология
Ареал вида охватывает Средиземноморье, почти всю территорию Европы, включая европейской части России, Западную Сибирь, Индию, Тибет, Северную Америку. Встречается как заносное растение и в других регионах планеты.
Растение встречается на разнообразных влажных местах — лугах, лесных полянах, по берегам водоёмов, на отмелях, береговых обрывах, обочинах дорог и троп, на пастбищах, пустырях, в канавах. Нередко растёт на землях, используемых человеком для растениеводства: на паровых полях, на полях среди посевов, на огородах. Встречается в населённых пунктах.
Карл Линней, описывая растение в первом томе своей работы Species plantarum (1753), писал о его распространении: Habitat in Europae pascuis sterilibus uliginosis aridis («Растёт в Европе на пастбищных бесплодных влажных пустошах»).

## Значение и применение
В фазе цветения содержит 40 мг % аскорбиновой кислоты. Крупным рогатым скотом, свиньями, овцами не поедается.

## Классификация

### Таксономия
Sagina procumbens L., 1753, Sp. Pl.: 128
Типовой экземпляр этого вида находится в Лондоне: он входил в знаменитую коллекцию Карла Линнея, которая после его смерти была продана Джеймсу Смиту и из Швеции перевезена в Англию.
Вид Мшанка лежачая относится к роду Мшанка (Sagina) относится к семейству Гвоздичные (Caryophyllaceae) порядка Гвоздичноцветные (Caryophyllales). Кладограмма в соответствии с Системой APG IV по состоянию на декабрь 2023 года:
|  |                                      |  |                                   |                                   |                      |  | ещё 40 семейств | ещё 40 семейств |                |  |  |  | еще 20 подтвержденных видов и 77 видов, ожидающих подтверждения |
|  |                                      |  |                                   |                                   |                      |  | ещё 40 семейств | ещё 40 семейств |                |  |  |  | еще 20 подтвержденных видов и 77 видов, ожидающих подтверждения |
|  |                                      |  |                                   | порядок Гвоздичноцветные          |                      |  |                 |                 | род Мшанка     |  |  |  |                                                                 |
|  |                                      |  |                                   | порядок Гвоздичноцветные          |                      |  |                 |                 | род Мшанка     |  |  |  |                                                                 |
|  | отдел Цветковые, или Покрытосеменные |  |                                   |                                   | семейство Гвоздичные |  |                 |                 | Мшанка лежачая |  |  |  |                                                                 |
|  | отдел Цветковые, или Покрытосеменные |  |                                   |                                   | семейство Гвоздичные |  |                 |                 |                |  |  |  |                                                                 |
|  |                                      |  | ещё 63 порядка цветковых растений | ещё 63 порядка цветковых растений |                      |  |                 | еще 97 родов    | еще 97 родов   |  |  |  |                                                                 |
|  |                                      |  |                                   | ещё 63 порядка цветковых растений |                      |  |                 |                 | еще 97 родов   |  |  |  |                                                                 |

В более ранних классификациях в составе вида выделялось два подвида, которые сейчас самостоятельными таксонами не являются:
- Sagina procumbens subsp. procumbens
- Sagina procumbens subsp. litoralis (Reichenb.) Natho (1977) — встречается на морских побережьях Западной Европы; его листья, в отличие от номинативного подвида, толстоватые, по краям в большей или меньшей степени реснитчатые[1].

### Синонимы
В синонимику вида входят следующие названия:
- Alsine procumbens Crantz (1766) — Алзина лежачая
- Alsinella procumbens Bubani (1901) — Алзинелла лежачая
- Sagina apetala var. melanopotamica Speg.
- Sagina apetala var. paludosa Speg.
- Sagina boydii F.B.White
- Sagina fasciculata Poir.
- Sagina muscosa Jord.
- Sagina procumbens var. compacta Lange
- Sagina procumbens var. procumbens –